# The Gentlemen (televisieserie)
The Gentlemen is een Brits-Amerikaanse dramaserie gebaseerd op de gelijknamige film van Guy Ritchie uit 2019. De serie werd gereleased op 7 maart 2024.

## Synopsis
Edward Horniman erft onverwacht een landgoed van 15.000 hectare en de titel van hertog van Halstead na de voorlezing van het testament van zijn overleden vader. De titel bevat een speciaal restant dat het mogelijk maakt om over te gaan op de tweede zoon waardoor zijn oudere broer Freddy in de kou blijft. Hij ontdekt dat het land onderdeel is geworden van een wietteeltimperium dat wordt gerund door Susie Glass. Hij moet door een wereld van eclectische en gevaarlijke personages met snode plannen navigeren, terwijl hij ook probeert zijn huis te beschermen en in leven te blijven.

## Rolverdeling
| Acteur             | Personage            |
| ------------------ | -------------------- |
| Theo James         | Edward Horniman      |
| Kaya Scodelario    | Susie Glass          |
| Daniel Ings        | Freddy Horniman      |
| Joely Richardson   | Sabrina Horniman     |
| Joshua McGuire     | Peter Spencer-Forbes |
| Vinnie Jones       | Geoffrey Seacombe    |
| Giancarlo Esposito | Stanley Johnston     |
| Ray Winstone       | Bobby Glass          |
| Freddie Fox        | Max Bassington       |
| Kristofer Hivju    | Florian de Groot     |
| Laurence O'Fuarain | JP Ward              |
| Michael Vu         | Jimmy Chang          |
| Chanel Cresswell   | Tammy Horniman       |